# Adat (számítástechnika)
A számítástechnikában adatnak (angol nyelven data) nevezzük a számokkal leírható dolgokat, melyek számítástechnikai eszközökkel rögzíthetők, feldolgozhatóak és megjeleníthetők. Az adat nagyon tág fogalom: gyakorlatilag bármilyen jel potenciálisan adatnak tekinthető.
Az adat: olyan minta, mely rendelkezik kapcsolattal. Tudjuk azt, hogy az adott bitminta kihez tartozik, minek a jellemzését adja, mit és hogyan ír le. ~ egy leírás, egy passzív elem, egy „tárgy”, amit felhasználnak a cselekvésekben (vele, rajta). Ő a művelet be- és kimeneti eleme (forrása, paramétere és eredménye). Rajta, vele végzik a cselekvést. A cselekvés kötelező kelléke, tárgya. Őt változtatják meg (inkrementálás, hozzáfűzés, elvétel), vele címeznek, segítségével szelektálnak, minta (referencia és cserélt) az összehasonlításnál (változtatás mentes felhasználás). Amennyiben a mintához egy aktív (működési, működtetési) nézet/képesség rendelődik hozzá, akkor már kódnak nevezik, ami egy végrehajtó egységet cselekvésre bír. A mintához rendelt kapcsolatok csoportba szedhetőek. A sok-sok csoportot (értelmezési módokat) típusoknak nevezik.

## Az adat, az ismeret és az információ kapcsolata
Az adat fogalma jól elkülöníthető két másik rokonértelmű fogalomtól, az ismerettől és az információtól:
- Az ismeret valamilyen objektummal kapcsolatos tapasztalataink, általánosításaink és fogalmaink összessége.
- Az információ olyan adat vagy ismeret, amely viselkedésünket befolyásolni képes.

Az adat NEM objektum. Bár mutathat objektumra (objektum példányra), avagy leírhatja valamelyik jellemzőjét. Az objektum egy tetszőleges dolog, amire/aminek egy jellemzéséhez adat rendelődik, egy meghatározott változójának (tulajdonságának, attribútumának, jellemzőjének, karakterének) értéke (karakterállapota, megvalósult formája).
Egy konkrét adat tehát akkor tekinthető definiáltnak, ha meghatározzuk, hogy milyen objektum melyik változója milyen értéket vesz fel.
Az adat típusa (skálája) szerint négyféle lehet:
1. nominális adat: amelynek lehetséges értékei között csak az azonos vagy nem azonos reláció van értelmezve (egyenlő vagy nem egyenlő). Ilyenek például a nevek, telefonszámok, színekkel jellemzett tulajdonságok.
2. ordinális adat: amelynek lehetséges értékei között a kisebb v. nagyobb (<,>) reláció is megengedett az azonos nem azonos mellett. Ilyen például a rangsorban elfoglalt hely.
3. intervallum skálán mért adat: amelynél fentieken kívül az összeadás és kivonás műveletét is tudjuk értelmezni, vagyis megadható, hogy mennyivel kisebb vagy nagyobb két érték egymástól, de a szorzás és osztás művelete nincs értelmezve. Ilyen például a Celsius-fokokban mért hőmérséklet, mert skálájának 0 pontja önkényes. (A 40 °C-ról mondhatjuk, hogy 20 °C-kal melegebb a 20 °C-nál, de azt nem mondhatjuk, hogy kétszer melegebb.)
4. arány skálán mért adatok: Amelyeknél mind a négy alapművelet értelmezve van. Például kilogrammban mért tömeg, newtonban mért erő, darabban vagy mólban mért elemszám, Kelvinben mért hőmérséklet, méterben mért távolság stb.

Ezek a fogalmak a fentiektől esetenként kissé eltérő (de alapvetően hasonló) jelentéssel bírhatnak a Kommunikáció területén. Kommunikáció két vagy több fél közötti információ (egyirányú vagy kölcsönös) átadása. Kommunikációnak nevezzük egy egyed valamely viselkedési elemét, ha annak hatására legalább egy másik egyed viselkedése megváltozik. (Az etológiában (=viselkedéstanban) a kommunikációt ennél szűkebben értelmezik, mert e mellett a kommunikáció feltételének tekintik azt is, hogy az információfogadó félben bekövetkezett viselkedésváltozás az információadó fél számára adaptív legyen.)
Az adatok bevitel vagy adatgyűjtés (data capture, acquisition) után kerülhetnek be a számítástechnikai rendszerekbe, ahol aztán azok további feldolgozása vagy tárolása, végül az eredményadatok kijelzése történik.
Az adatok feldolgozás előtt, közben és után az adott eszközök és célok függvényében számos átalakuláson (konverzió) mennek át. Ez az adatkonverzió olyan kiterjedt, hogy szinte iparággá fejlődött. A legjelentősebb ága az adattömörítés.
Adatokat lehet tárolni:
- rövid távon, például memóriában,
- hosszú távon, mint például nem felejtő memóriában, vagy adatrögzítő eszközökön (lemez, CD, DVD, lyukkártya stb.).

Az adatok reprezentációja (ábrázolása, tárolása) is sokféleképp történhet. Az analóg számítógép az adatokat feszültségként, távolságként, helyzetként vagy más, fizikai mennyiségként reprezentálja. A digitális számítógép az adatokat rögzített, véges számú szimbólumok segítségével (általában binárisan kódolt számokkal) jellemzi.
Az adatok egy speciális formájának tekinthetőek a számítógépes programok, vagyis azon adatok, melyek számítógépes utasításokként értelmezhetőek és végrehajthatóak. A legtöbb programnyelv megkülönbözteti a programot az adatoktól, de néhány nyelv esetén (mint amilyen például a Lisp) ezek nem különböztethetőek meg egymástól.
Az adatokkal kapcsolatosan használják még a meta-adat (metadata) kifejezést, mely az adatokat leíró adatokat jelenti.

## Az adatok jelentése
Az adatoknak önmagukban nincs jelentésük. (Például annak az adatnak, hogy 30 nincs önmagában jelentése.) Az adatok az értelmezéstől, azok feldolgozásának módjától, alkalmazásuktól nyernek értelmet, és válhatnak információvá, hasznos adatokká.
"Szabad" (nem kötött), összefüggő, "narratív szövegből úgy lesz adat, ha több lépésben átalakítjuk (transzformáljuk) az érintett kijelentéseket. A kijelentésekből kiegészítendő vagy eldöntendő kérdést készítünk. A kiegészítendő kérdéseket további lépésekben eldöntendő kérdésekké alakítjuk. Az eldöntendő kérdésekre adott válaszok már szinte azonnal adatként értelmezhetőek, illetve rajtuk aritmetikai műveleteket lehet végezni (l. adatfeldolgozás).
A narratív, például tanulásra szánt szövegekben keveredik az adat és az utasítás, vagy "program". A legjobb példa erre a nyelvkönyv, ahol az általános utasítás az, hogy "tanuld meg", a részletes utasítások pedig úgy szólnak, hogy "ismételd", "egészítsd ki", "írd át", "fordítsd le", "tedd többes számba", "tagadd" stb. míg az adatok azok a mondatok, szavak stb., amelyekkel az említett lépéseket el kell végezni. Ezek többsége annyira egyszerű és gyakori, hogy nehezen lehetne valaki személyes alkotói teljesítményeként azonosítani.
Amennyiben ezekben a szövegekben szét lehetne választani az utasításokat (nincs sok belőlük) az adatoktól (példamondatok stb.), akkor az oktatásban is sor kerülhetne az adatok újrafelhasználására vagy másodlagos hasznosítására, amely elv korunk egyik legfontosabb, takarékosságot és hatékonyságot hangsúlyozó megoldása. l. adatok másodlagos hasznosítása (reuse of public data)
További hozadéka ezen eljárásnak, hogy az adatokat nehézkesebb szerzői joggal védett termékként kisajátítani. Míg maga az ezt szolgáló utasítássorozat (algoritmus) szintén eléggé általános ahhoz, hogy továbbra is "közkincs"  maradhasson.

## Az adatok halála
Az adatok az adatfelvétel, adatrögzítés során megszületnek, életük során átalakulnak, elvesztik kapcsolódásaikat, elszigetelődnek, egyéb módon változnak, életük vége felé avulnak, kopnak, megsemmisülnek vagy éppen "meghalnak". Hasonló történik az ismeretekkel is, csak míg az emberi felejtést elfogadjuk természetes menetében, a gépi adatfeldolgozást kísérő adatromlási eseményekre fel kell készülnünk, különben károk érnek bennünket.
A gyorsan változó vagy gyakran használt adatokat gyorsan hozzáférhető helyen, a lassabban változóakat lassabban hozzáférhető helyen vagy módszerrel tároljuk. Az adatok leggyakoribb változása az invertálás, azaz olyan csoportosítás, amely során az egy nézőpontból rendezett adatokat egy másik nézőpontból rendezzük. Ugyanilyen gyakori az adatok más kulcsok szerint való rendezése is.
Például van egy nyilvántartásunk a felhasználókról, részletezve azok érdeklődési területét, közreműködéseik témáit stb. névsorrendben. Mivel ezekről az összefüggésekről rendszerint összegzéseket készítünk, folyamatosan figyelnünk kell a rekordszámok változásait, továbbá az egyes mezők tartalmának összegzéseit. Ha ezután arra vagyunk kíváncsiak, hogy hányan és kik tartoznak egy adott érdeklődési területbe, akkor a korábbi "fekvés" (rendezettség) helyett az új fekvés megfordított, invertált lesz.
Az adatok feldolgozás közben is megsérülhetnek részben program vagy géphiba, részben a tároló egységek meghibásodása miatt. Ilyenkor az adatok visszaállítására kerül sor a megfelelő technológiával. De sor kerülhet nem fizikai eredetű adatromlásra vagy megsemmisülésre is, amikor például egy valutaárfolyam hatására használhatatlanná válik például több ezer tételes árjegyzékünk. Hasonló méretű pusztítást okoznak az ideológiai, hatalmi harcok eredményei is, mivel minden teret nyerő erő szinte újrakezdi az időszámítást és átnevezi a korábban másképpen hívott dolgokat, utcákat, intézményeket. Az adatok végleges elpusztításához elegendő a fejrekordok vagy azonosító (cím) rekordok eltávolítása, ez történik a lemezeken lévő adatok szándékos törlésénél is, illetve nehéz helyzetekben az utcanév táblák levételénél, amely azután nagyban megnehezíti az idegenek tájékozódását.

## Az adatok mennyisége
Többféle adatmennyiséget különböztetünk meg egymástól:
- bit
- byte (ejtsd: bájt)
- word (ejtsd: wörd. Megjegyzés: Néhány esetben nem byte-ban, hanem wordben számoljuk az adatmennyiséget. Ez általában a byte-nál több bitet jelent, például PIC16F87XA[1] esetén a program memória 14 bites word-öt használ)
- kilobyte (ejtsd: kilobájt)
- megabyte (ejtsd: megabájt)
- gigabyte (ejtsd: gigabájt)
- terabyte (ejtsd: terabájt)

Ezek közötti váltószám a bit kivételével 1024.
| Érték | Adatm.   |   | Érték | Adatm.   |
| ----- | -------- | - | ----- | -------- |
| 1     | Byte     | = | 8     | Bit      |
| 1     | Kilobyte | = | 1024  | Byte     |
| 1     | Megabyte | = | 1024  | Kilobyte |
| 1     | Gigabyte | = | 1024  | Megabyte |
| 1     | Terabyte | = | 1024  | Gigabyte |
| 1     | Petabyte | = | 1024  | Terabyte |

## Adat mint üzleti fogalom
2010-es évektől egyre gyakrabban hivatkoznak az adatokra és az adatelemzésre, mint üzleti lehetőségre is. Az ún. Big Data megváltoztatta az adatokhoz való hozzáállást, sokkal gyorsabban és intelligensebben tudjuk azokat információvá, majd üzleti döntéssé alakítani, mint akár csak 20 éve.